# Palaemon
Genre
Palaemon est un genre de crevettes translucides et dont la carapace est ornée de lignes et multiples ponctuations (blanches, jaunes ou sombres…) et dotées d'une certaine capacité de camouflage par homochromie et transparence. Elles comptent pour certaines parmi les plus grandes crevettes d'Europe et sont dites « crevettes roses » (car devenant roses à la cuisson, par opposition aux crevettes grises). On les trouve près des littoraux et sur l'estran, ainsi que dans les ports ou les lagunes souvent à faible ou très faible profondeur.
Les palémons portent des pinces, comme les crabes, mais minuscules. Ces crustacés jouent un rôle d'« éboueur » car omnivores et se nourrissant parfois de détritus et de cadavres, ce qui ne les empêche pas de faire les délices des gastronomes. Leur taille varie de 2 à 10 cm. 

## Identification

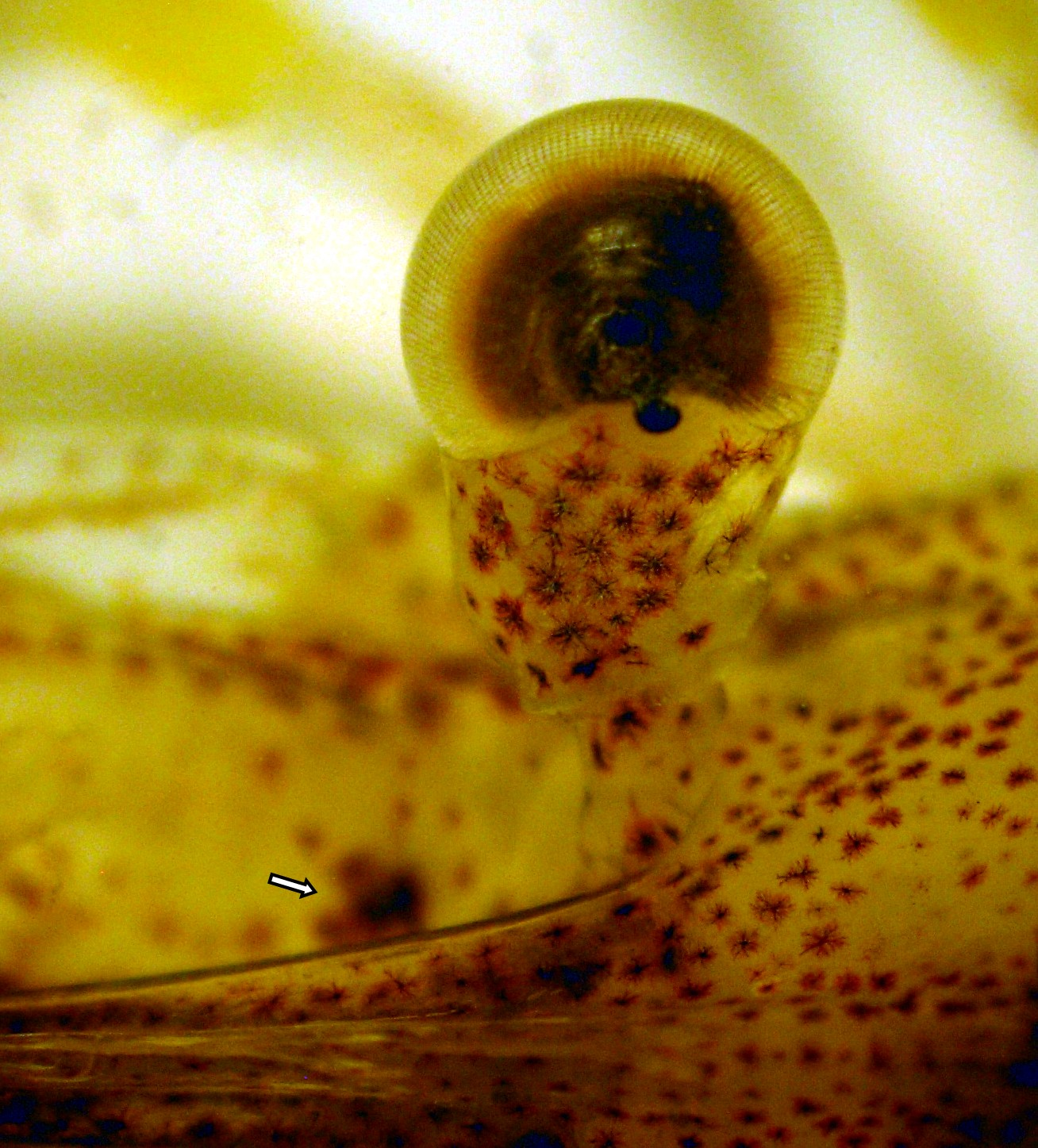
A la différence des crevettes "grises" et comme celles du genre Hippolytes leurs yeux sont mobiles et pédonculés.
Ici œil de Palaemon adspersus

Elles ont la particularité de posséder un rostre très développé en avant de la tête, qu'on ne retrouve pas chez les crevettes grises.
Un autre détail qui permet de les distinguer des crevettes grises, c'est la position des yeux qui sont nettement pédonculés et fortement divergents chez les crevettes du genre Palaemon et au contraire très rapprochés chez la crevette grise (Crangon crangon).
Plusieurs espèces sont très ressemblantes Palaemon elegans, Palaemon adspersus, Palaemon varians et Palaemon longirostris, mais vivent généralement dans des habitats distincts.

## Liste d'espèces
Selon ITIS (22 janvier 2021) :
- Palaemon adspersus Rathke, 1837
- Palaemon concinnus Dana, 1852
- Palaemon debilis Dana, 1852
- Palaemon elegans Rathke, 1837
- Palaemon floridanus Chace, 1942
- Palaemon gravieri (Yu, 1930)
- Palaemon longirostris H. Milne-Edwards, 1837
- Palaemon macrodactylus M. J. Rathbun, 1902
- Palaemon maculatus (Thallwitz, 1891)
- Palaemon northropi (Rankin, 1898)
- Palaemon ortmanni M. J. Rathbun, 1902
- Palaemon pacificus (Stimpson, 1860)
- Palaemon pandaliformis (Stimpson, 1871)
- Palaemon paucidens de Haan, 1844
- Palaemon ritteri Holmes, 1895
- Palaemon serratus (Pennant, 1777) - espèce appelée Bouquet
- Palaemon serrifer (Stimpson, 1860)
- Palaemon xiphias Risso, 1816

Selon le catalogue mis à jour par S. De Grave & C.  Fransen en 2011 :
- Palaemon adspersus Rathke, 1837
- Palaemon affinis H. Milne-Edwards, 1837
- Palaemon capensis (De Man in M. Weber, 1897)
- Palaemon carteri (Holthuis, 1950)
- Palaemon concinnus Dana, 1852 (mangrove prawn)
- Palaemon curvirostris Nguyên, 1992
- Palaemon debilis Dana, 1852
- Palaemon dolospinus Walker & Poore, 2003
- Palaemon elegans Rathke, 1837 (rockpool prawn)
- Palaemon floridanus Chace, 1942 (Florida grass shrimp)
- Palaemon gladiator Holthuis, 1950
- Palaemon gracilis (Smith, 1871)
- Palaemon gravieri (Yu, 1930)
- Palaemon guangdongensis Liu, Liang & Yan, 1990
- Palaemon hancocki Holthuis, 1950
- Palaemon intermedius (Stimpson, 1860)
- Palaemon ivonicus Carvalho, Magalhães, & Mantelatto, 2014
- Palaemon khori De Grave & Al-Maslamani, 2006
- Palaemon litoreus (McCulloch, 1909)
- Palaemon longirostris H. Milne-Edwards, 1837
- Palaemon macrodactylus Rathbun, 1902
- Palaemon maculatus (Thallwitz, 1892)
- Palaemon miyadii (Kubo, 1938)
- Palaemon northropi (Rankin, 1898)
- Palaemon ogasawaraensis Kato & Takeda, 1981
- Palaemon ortmanni Rathbun, 1902
- Palaemon pacificus (Stimpson, 1860)
- Palaemon paivai Fausto Filho, 1967
- Palaemon pandaliformis (Stimpson, 1871)
- Palaemon paucidens De Haan, 1844
- Palaemon peringueyi (Stebbing, 1915)
- Palaemon peruanus Holthuis, 1950
- Palaemon powelli Ashelby & De Grave, 2009
- Palaemon ritteri Holmes, 1895
- Palaemon semmelinkii (De Man, 1881)
- Palaemon serenus Heller, 1862
- Palaemon serratus (Pennant, 1777)
- Palaemon serrifer (Stimpson, 1860)
- Palaemon sewelli (Kemp, 1925)
- Palaemon tenuidactylus Liu, Liang & Yan, 1990
- Palaemon vicinus Ashelby, 2009
- Palaemon varians Leach, 1813
- Palaemon xiphias Risso, 1816
- Palaemon yamashitai Fujino & Miyake, 1970
- Palaemon yuna Carvalho, Magalhães, & Mantelatto, 2014